# Alessandro Lurati
Pour les articles homonymes, voir Lurati.
Alessandro Lurati, né le 23 juin 2004 à Sorengo dans le canton du Tessin, est un joueur suisse de hockey sur glace. Il joue au poste d'attaquant.

## Biographie

### Jeunesse
Lurati commence sa carrière au sein des équipes jeunes du HC Lugano. Lors de la saison 2022-2023, il termine deuxième meilleur marqueur des U20 Élite avec septante-huit points (dont vingt-trois buts) en cinquante-deux matchs, confirmant son potentiel offensif.
Au printemps 2023, il est repêché par les Buccaneers de Des Moines, une équipe évoluant en USHL au 28e rang. Il franchit l'Atlantique pour disputer la saison suivante. Après douze matchs, il n'a inscrit qu'un but et une passe, il est cédé au Wilderness du Minnesota en NAHL. À son premier match avec sa nouvelle équipe, il est décisif en inscrivant un but et deux passes dans une victoire 6-2 face au Steel de Chippewa.

### En club
En vue de la saison 2024-2025, Lurati s'engage avec le HC Viège, en Swiss League. Confronté pour la première fois à des adultes, il doit travailler dur et s'adapte bien au style de jeu physique et défensif voulu par son entraîneur. En quarante-quatre matchs, il inscrit six buts et sept passes. Le 4 février 2025, il signe une prolongation d'un an avec Viège. Il est sacré champion de Swiss League au terme des séries éliminatoires avec Viège et défie le HC Ajoie lors du barrage de Qualification pour la NL, mais perd cette série en cinq matchs.

### Carrière internationale
Lurati représente la Suisse sur la scène internationale.
Il participe à la Coupe Hlinka-Gretzky en août 2021, la Suisse se classe à la 8e place du tournoi.
Il participe au Championnat du monde U18 de 2022, la Suisse se classe à la 6e place du tournoi.

## Statistiques
Pour les significations des abréviations, voir statistiques du hockey sur glace.

### En club

#### Championnat
| Saison    | Équipe                   | Ligue            |    | Saison régulière | Saison régulière | Saison régulière | Saison régulière | Saison régulière |   | Séries éliminatoires | Séries éliminatoires | Séries éliminatoires | Séries éliminatoires | Séries éliminatoires |
| Saison    | Équipe                   | Ligue            | PJ | B                | A                | Pts              | Pun              | PJ               | B | A                    | Pts                  | Pun                  |                      |                      |
| 2020-2021 | HC Lugano U20            | U20 Élites       | 15 | 3                | 4                | 7                | 4                | 1                | 1 | 0                    | 1                    | 0                    |                      |                      |
| 2021-2022 | HC Lugano U20            | U20 Élites       | 29 | 9                | 11               | 20               | 6                | 10               | 4 | 6                    | 10                   | 8                    |                      |                      |
| 2022-2023 | HC Lugano U20            | U20 Élites       | 41 | 18               | 49               | 67               | 30               | 11               | 5 | 6                    | 11                   | 8                    |                      |                      |
| 2023-2024 | Buccaneers de Des Moines | USHL             | 12 | 1                | 1                | 2                | 2                | -                | - | -                    | -                    | -                    |                      |                      |
| 2023-2024 | Wilderness du Minnesota  | NAHL             | 29 | 8                | 12               | 20               | 18               | 4                | 0 | 1                    | 1                    | 10                   |                      |                      |
| 2024-2025 | HC Viège                 | SL               | 44 | 6                | 7                | 13               | 10               | 14               | 1 | 3                    | 4                    | 6                    |                      |                      |
| 2024-2025 | HC Viège                 | NL Qualification | -  | -                | -                | -                | -                | 5                | 0 | 0                    | 0                    | 0                    |                      |                      |

#### Tournoi
| Saison    | Équipe   | Compétition  |   | PJ | B | A | Pts | Pun                |  | Résultat |
| 2024-2025 | HC Viège | National Cup | 2 | 0  | 0 | 0 | 0   | Huitième de finale |  |          |

### En équipe nationale
| Année | Équipe     | Compétition              |   | PJ | B | A | Pts | Pun      |  | Résultat |
| 2021  | Suisse U18 | Coupe Hlinka-Gretzky     | 4 | 1  | 0 | 1 | 27  | 8e place |  |          |
| 2022  | Suisse U18 | Championnat du monde U18 | 4 | 0  | 1 | 1 | 0   | 6e place |  |          |

## Trophées et honneurs personnels

### U20 Élite
- Joueur ayant comptabiliser le plus d'aides lors de la saison 2022-2023 (49).
- Joueur ayant inscrit le plus de points lors des séries éliminatoires de 2023 (11).

### Swiss League
- Champion de la saison 2024-2025 avec le HC Viège.